# Zwarthalsbaardvogel
De zwarthalsbaardvogel (Lybius torquatus) is een vogel uit de familie Lybiidae (Afrikaanse baardvogels).
De vogel eet graag vruchten, bijvoorbeeld van de doppruim.

## Verspreiding en leefgebied
Deze soort komt voor in het zuidelijke deel van centraal en zuidoostelijk Afrika en telt zeven ondersoorten:
- L. t. zombae: van zuidelijk Tanzania tot zuidelijk Malawi en noordoostelijk en centraal Mozambique.
- L. t. pumilio: van oostelijk Congo-Kinshasa tot westelijk Tanzania, noordelijk Malawi, oostelijk Zambia en noordwestelijk Mozambique.
- L. t. irroratus: van oostelijk Kenia tot centraal Tanzania.
- L. t. congicus: van het zuidelijke deel van Centraal-Congo-Kinshasa en noordelijk Angola tot noordelijk Zambia.
- L. t. vivacens: van oostelijk Zimbabwe tot zuidelijk Malawi en het zuidelijke deel van Centraal-Mozambique.
- L. t. bocagei: van zuidelijk Angola en noordelijk Namibië tot zuidwestelijk Zambia, westelijk Zimbabwe en noordwestelijk Botswana.
- L. t. torquatus: zuidoostelijk Botswana en Zuid-Afrika.

## Status
De grootte van de populatie is niet gekwantificeerd maar de soort wordt omschreven als algemeen in het grootste deel van zijn verspreidingsgebied. Op de Rode lijst van de IUCN heeft deze soort de status niet bedreigd.